# Campeonato Ecuatoriano de Fútbol Femenino Ascenso 2019
El Campeonato Nacional Ascenso a la Serie B femenina fue la edición n.º  del Ascenso a la Serie B Femenina del fútbol ecuatoriano, este torneo es el tercer escalafón en la pirámide del Fútbol Ecuatoriano por detrás de la Serie A y Serie B, las fases finales comenzarán a disputarse el 14 de junio de 2019 y finalizó en 28 de julio de 2019. El torneo es organizado por la Comisión Nacional de Fútbol Aficionado, anexa a la Federación Ecuatoriana de Fútbol.

## Sistema de competición
El campeonato está conformado por 4 etapas:
En la primera etapa, los 22 equipos participantes se dividieron en 4 grupos de 4 equipos y 2 grupos de 3 equipos cada uno de acuerdo con su ubicación geográfica, jugando bajo el sistema de todos contra todos. Los 2 mejores ubicados de cada grupo clasificarán a la segunda etapa.
En la segunda etapa, los 12 equipos clasificados de la etapa anterior se dividieron en 3 grupos de 4 equipos cada uno de acuerdo con su ubicación geográfica, jugando bajo el sistema de todos contra todos. Los 2 mejores ubicados además de los 2 mejores terceros de cada grupo clasificarán a la tercera etapa.
En la tercera etapa los 8 equipos clasificados de la etapa anterior se dividieron en 2 grupos de 4 equipos cada uno de acuerdo con su ubicación geográfica, jugando bajo el sistema de todos contra todos. Los 2 mejores ubicados ascienden a la Serie B 2020 y clasifican a la cuarta etapa, mientras que los terceros de cada grupo solamente ascienden a la Serie B 2020.
En la cuarta y última etapa los 4 equipos clasificados de la etapa anterior jugaran bajo el sistema de todos contra todos para definir al campeón y subcampeón del Ascenso a la Serie B femenina quienes serán los que tengan más puntos en esta etapa.

## Equipos participantes
| Equipo                  | Ciudad                                                                      | Provincia                          |
| ----------------------- | --------------------------------------------------------------------------- | ---------------------------------- |
| Cumbaya Spirit          | Quito                                                                       | Bandera de Pichincha Pichincha     |
| Corinthians             | Velasco Ibarra                                                              | Guayas                             |
| Tigres del Valle        | [[Archivo:\|20x20px\|border\|Bandera de Ibarra]] Ibarra                     | Imbabura                           |
| Jc Sport                | Quito                                                                       | Bandera de Pichincha Pichincha     |
| Atlético Jipijapa       | Jipijapa                                                                    | Manabí                             |
| Grecia                  | Chone                                                                       | Manabí                             |
| Los Canarios            | Puerto López                                                                | Manabí                             |
| Antonio Valencia        | El Carmen                                                                   | Manabí                             |
| Sur y Norte             | Guayaquil                                                                   | Guayas                             |
| Patria                  | Samborondón                                                                 | Guayas                             |
| Atlético Durán          | Durán                                                                       | Guayas                             |
| Freire Sport            | Simón Bolívar                                                               | Guayas                             |
| Cuenca City             | Cuenca                                                                      | Azuay                              |
| Independiente JL        | Cuenca                                                                      | Azuay                              |
| El Cuartel              | Paute                                                                       | Azuay                              |
| Family Sport            | Valencia                                                                    | Los Ríos                           |
| Atlético Patricia Pilar | Patricia Pilar                                                              | Los Ríos                           |
| Atlético Fluminense     | [[Archivo:\|20x20px\|border\|Bandera de Babahoyo]] Babahoyo                 | Los Ríos                           |
| Pan con Cola            | Quevedo                                                                     | Los Ríos                           |
| ESPOL                   | Guayaquil                                                                   | Guayas                             |
| Dreamers                | [[Archivo:\|20x20px\|border\|Bandera de Santa Elena (Ecuador)]] Santa Elena | Bandera de Santa Elena Santa Elena |
| Fuerza Sur              | Guayaquil                                                                   | Guayas                             |

## Primera Etapa

### Grupo A

#### Clasificación
|  |    | Equipo            | PJ | PG | PE | PP | GF | GC | DG  | PTS |
|  | -- | ----------------- | -- | -- | -- | -- | -- | -- | --- | --- |
|  | 1. | Grecia            | 3  | 2  | 1  | 0  | 17 | 4  | +13 | 7   |
|  | 2. | Antonio Valencia  | 3  | 2  | 1  | 0  | 12 | 4  | +8  | 7   |
|  | 3. | Los Canarios      | 3  | 1  | 0  | 2  | 3  | 7  | -4  | 3   |
|  | 4. | Atlético Jipijapa | 3  | 0  | 0  | 3  | 1  | 18 | -17 | 0   |

|  | Clasificaron a la segunda etapa. |

#### Evolución de la Clasificación
| Equipo / Fecha    | 01 | 02 | 03 |
| ----------------- | -- | -- | -- |
| Grecia            | 2  | 2  | 1  |
| Antonio Valencia  | 1  | 1  | 2  |
| Los Canarios      | 3  | 3  | 3  |
| Atlético Jipijapa | 4  | 4  | 4  |

#### Resultados
| Fecha 1 | Fecha 1           | Fecha 1   | Fecha 1          | Fecha 1 | Fecha 1        | Fecha 1     | Fecha 1 |
|         | Local             | Resultado | Visitante        |         | Estadio        | Fecha       | Hora    |
| ------- | ----------------- | --------- | ---------------- | ------- | -------------- | ----------- | ------- |
|         | Atlético Jipijapa | 0 - 6     | Antonio Valencia |         | Virgilio Muñoz | 14 de junio | 13:00   |
|         | Los Canarios      | 0 - 4     | Grecia           |         | Virgilio Muñoz | 14 de junio | 16:00   |

| Fecha 2 | Fecha 2      | Fecha 2   | Fecha 2           | Fecha 2 | Fecha 2        | Fecha 2     | Fecha 2 |
|         | Local        | Resultado | Visitante         |         | Estadio        | Fecha       | Hora    |
| ------- | ------------ | --------- | ----------------- | ------- | -------------- | ----------- | ------- |
|         | Grecia       | 3 - 3     | Antonio Valencia  |         | Virgilio Muñoz | 15 de junio | 13:00   |
|         | Los Canarios | 2 - 0     | Atlético Jipijapa |         | Virgilio Muñoz | 15 de junio | 16:00   |

| Fecha 3 | Fecha 3      | Fecha 3   | Fecha 3           | Fecha 3 | Fecha 3        | Fecha 3     | Fecha 3 |
|         | Local        | Resultado | Visitante         |         | Estadio        | Fecha       | Hora    |
| ------- | ------------ | --------- | ----------------- | ------- | -------------- | ----------- | ------- |
|         | Grecia       | 10 - 1    | Atlético Jipijapa |         | Virgilio Muñoz | 16 de junio | 11:00   |
|         | Los Canarios | 1 - 3     | Antonio Valencia  |         | Virgilio Muñoz | 16 de junio | 13:00   |

### Grupo B

#### Clasificación
|              |    | Equipo           | PJ | PG | PE | PP | GF | GC | DG  | PTS |
| ------------ | -- | ---------------- | -- | -- | -- | -- | -- | -- | --- | --- |
|              | 1. | Cumbaya Spirit   | 3  | 2  | 1  | 0  | 18 | 2  | +16 | 7   |
| Bandera de ? | 2. | Jc Sport         | 3  | 2  | 1  | 0  | 9  | 2  | +7  | 7   |
|              | 3. | Corinthians      | 3  | 1  | 0  | 2  | 6  | 16 | -10 | 3   |
|              | 4. | Tigres del Valle | 3  | 0  | 0  | 3  | 5  | 17 | -12 | 0   |

|  | Clasificaron a la segunda etapa. |

#### Evolución de la Clasificación
| Equipo / Fecha   | 01 | 02 | 03 |
| ---------------- | -- | -- | -- |
| Cumbaya Spirit   | 1  | 1  | 1  |
| Jc Sport         | 2  | 2  | 2  |
| Corinthians      | 4  | 4  | 3  |
| Tigres del Valle | 3  | 3  | 4  |

#### Resultados
| Fecha 1      | Fecha 1        | Fecha 1   | Fecha 1          | Fecha 1 | Fecha 1                              | Fecha 1     | Fecha 1 |
|              | Local          | Resultado | Visitante        |         | Estadio                              | Fecha       | Hora    |
| ------------ | -------------- | --------- | ---------------- | ------- | ------------------------------------ | ----------- | ------- |
|              | Cumbaya Spirit | 10 - 1    | Corinthians      |         | Universitario de las Fuerzas Armadas | 14 de junio | 11:00   |
| Bandera de ? | Jc Sport       | 5 - 1     | Tigres del Valle |         | Universitario de las Fuerzas Armadas | 14 de junio | 13:00   |

| Fecha 2      | Fecha 2          | Fecha 2   | Fecha 2        | Fecha 2 | Fecha 2                              | Fecha 2     | Fecha 2 |
|              | Local            | Resultado | Visitante      |         | Estadio                              | Fecha       | Hora    |
| ------------ | ---------------- | --------- | -------------- | ------- | ------------------------------------ | ----------- | ------- |
|              | Tigres del Valle | 1 - 7     | Cumbaya Spirit |         | Universitario de las Fuerzas Armadas | 15 de junio | 09:00   |
| Bandera de ? | Jc Sport         | 3 - 0     | Corinthians    |         | Universitario de las Fuerzas Armadas | 15 de junio | 11:00   |

| Fecha 3      | Fecha 3          | Fecha 3   | Fecha 3        | Fecha 3 | Fecha 3                              | Fecha 3     | Fecha 3 |
|              | Local            | Resultado | Visitante      |         | Estadio                              | Fecha       | Hora    |
| ------------ | ---------------- | --------- | -------------- | ------- | ------------------------------------ | ----------- | ------- |
|              | Tigres del Valle | 3 - 5     | Corinthians    |         | Universitario de las Fuerzas Armadas | 16 de junio | 09:00   |
| Bandera de ? | Jc Sport         | 1 - 1     | Cumbaya Spirit |         | Universitario de las Fuerzas Armadas | 16 de junio | 11:00   |

### Grupo C

#### Clasificación
|  |    | Equipo         | PJ | PG | PE | PP | GF | GC | DG  | PTS |
|  | -- | -------------- | -- | -- | -- | -- | -- | -- | --- | --- |
|  | 1. | Atlético Durán | 3  | 3  | 0  | 0  | 15 | 2  | +13 | 9   |
|  | 2. | Patria         | 3  | 2  | 0  | 1  | 13 | 4  | +9  | 6   |
|  | 3. | Freire Sport   | 3  | 1  | 0  | 2  | 3  | 13 | -10 | 3   |
|  | 4. | Sur y Norte    | 3  | 0  | 0  | 3  | 0  | 12 | -12 | 0   |

|  | Clasificaron a la segunda etapa. |

#### Evolución de la Clasificación
| Equipo / Fecha | 01 | 02 | 03 |
| -------------- | -- | -- | -- |
| Atlético Durán | 2  | 2  | 1  |
| Patria         | 1  | 1  | 2  |
| Freire Sport   | 4  | 4  | 3  |
| Sur y Norte    | 3  | 3  | 4  |

#### Resultados
| Fecha 1 | Fecha 1     | Fecha 1   | Fecha 1        | Fecha 1 | Fecha 1           | Fecha 1     | Fecha 1 |
|         | Local       | Resultado | Visitante      |         | Estadio           | Fecha       | Hora    |
| ------- | ----------- | --------- | -------------- | ------- | ----------------- | ----------- | ------- |
|         | Sur y Norte | 0 - 6     | Atlético Durán |         | Arena Samborondón | 14 de junio | 13:00   |
|         | Patria      | 8 - 0     | Freire Sport   |         | Arena Samborondón | 14 de junio | 15:00   |

| Fecha 2 | Fecha 2      | Fecha 2   | Fecha 2        | Fecha 2 | Fecha 2           | Fecha 2     | Fecha 2 |
|         | Local        | Resultado | Visitante      |         | Estadio           | Fecha       | Hora    |
| ------- | ------------ | --------- | -------------- | ------- | ----------------- | ----------- | ------- |
|         | Freire Sport | 0 - 5     | Atlético Durán |         | Arena Samborondón | 15 de junio | 09:00   |
|         | Patria       | 3 - 0     | Sur y Norte    |         | Arena Samborondón | 15 de junio | 11:00   |

| Fecha 3 | Fecha 3      | Fecha 3   | Fecha 3        | Fecha 3 | Fecha 3           | Fecha 3     | Fecha 3 |
|         | Local        | Resultado | Visitante      |         | Estadio           | Fecha       | Hora    |
| ------- | ------------ | --------- | -------------- | ------- | ----------------- | ----------- | ------- |
|         | Freire Sport | 3 - 0     | Sur y Norte    |         | Arena Samborondón | 16 de junio | 09:00   |
|         | Patria       | 2 - 4     | Atlético Durán |         | Arena Samborondón | 16 de junio | 11:00   |

### Grupo D

#### Clasificación
|  |    | Equipo           | PJ | PG | PE | PP | GF | GC | DG  | PTS |
|  | -- | ---------------- | -- | -- | -- | -- | -- | -- | --- | --- |
|  | 1. | Independiente JL | 2  | 3  | 0  | 0  | 15 | 2  | +13 | 9   |
|  | 2. | Cuenca City      | 2  | 2  | 0  | 1  | 13 | 4  | +9  | 6   |
|  | 3. | El Cuartel       | 2  | 1  | 0  | 2  | 3  | 13 | -10 | 3   |

|  | Clasificaron a la segunda etapa. |

#### Evolución de la Clasificación
| Equipo / Fecha   | 01 | 02 | 03 |
| ---------------- | -- | -- | -- |
| Independiente JL | 1  | 1  | 1  |
| Cuenca City      | 3  | 3  | 2  |
| El Cuartel       | 2  | 2  | 3  |

#### Resultados
| Fecha 1 | Fecha 1     | Fecha 1    | Fecha 1          | Fecha 1    | Fecha 1                | Fecha 1     | Fecha 1    |
|         | Local       | Resultado  | Visitante        |            | Estadio                | Fecha       | Hora       |
| ------- | ----------- | ---------- | ---------------- | ---------- | ---------------------- | ----------- | ---------- |
|         | Cuenca City | 0 - 1      | Independiente JL |            | Colegio Abdon Calderon | 14 de junio | 15:00      |
| Libre:  | Libre:      | El Cuartel | El Cuartel       | El Cuartel | El Cuartel             | El Cuartel  | El Cuartel |

| Fecha 2 | Fecha 2     | Fecha 2          | Fecha 2          | Fecha 2          | Fecha 2                | Fecha 2          | Fecha 2          |
|         | Local       | Resultado        | Visitante        |                  | Estadio                | Fecha            | Hora             |
| ------- | ----------- | ---------------- | ---------------- | ---------------- | ---------------------- | ---------------- | ---------------- |
|         | Cuenca City | 0 - 0            | El Cuartel       |                  | Colegio Abdon Calderon | 15 de junio      | 13:00            |
| Libre:  | Libre:      | Independiente JL | Independiente JL | Independiente JL | Independiente JL       | Independiente JL | Independiente JL |

| Fecha 3 | Fecha 3          | Fecha 3     | Fecha 3     | Fecha 3     | Fecha 3                | Fecha 3     | Fecha 3     |
|         | Local            | Resultado   | Visitante   |             | Estadio                | Fecha       | Hora        |
| ------- | ---------------- | ----------- | ----------- | ----------- | ---------------------- | ----------- | ----------- |
|         | Independiente JL | 2 - 0       | El Cuartel  |             | Colegio Abdon Calderon | 16 de junio | 12:00       |
| Libre:  | Libre:           | Cuenca City | Cuenca City | Cuenca City | Cuenca City            | Cuenca City | Cuenca City |

### Grupo E

#### Clasificación
|  |    | Equipo                  | PJ | PG | PE | PP | GF | GC | DG  | PTS |
|  | -- | ----------------------- | -- | -- | -- | -- | -- | -- | --- | --- |
|  | 1. | Atlético Fluminense     | 3  | 3  | 0  | 0  | 14 | 2  | +12 | 9   |
|  | 2. | Family Sport            | 3  | 2  | 1  | 0  | 7  | 2  | +5  | 4   |
|  | 3. | Atlético Patricia Pilar | 3  | 1  | 0  | 2  | 5  | 13 | -8  | 3   |
|  | 4. | Pan con Cola            | 3  | 0  | 1  | 3  | 3  | 17 | -14 | 1   |

|  | Clasificaron a la segunda etapa. |

#### Evolución de la Clasificación
| Equipo / Fecha          | 01 | 02 | 03 |
| ----------------------- | -- | -- | -- |
| Atlético Fluminense     | 2  | 1  | 1  |
| Family Sport            | 3  | 3  | 2  |
| Atlético Patricia Pilar | 1  | 2  | 3  |
| Pan con Cola            | 4  | 4  | 4  |

#### Resultados
| Fecha 1 | Fecha 1                 | Fecha 1   | Fecha 1             | Fecha 1 | Fecha 1  | Fecha 1     | Fecha 1 |
|         | Local                   | Resultado | Visitante           |         | Estadio  | Fecha       | Hora    |
| ------- | ----------------------- | --------- | ------------------- | ------- | -------- | ----------- | ------- |
|         | Family Sport            | 1 - 2     | Atlético Fluminense |         | Furucawa | 14 de junio | 13:00   |
|         | Atlético Patricia Pilar | 5 - 2     | Pan con Cola        |         | Furucawa | 14 de junio | 15:00   |

| Fecha 2 | Fecha 2                 | Fecha 2   | Fecha 2             | Fecha 2 | Fecha 2  | Fecha 2     | Fecha 2 |
|         | Local                   | Resultado | Visitante           |         | Estadio  | Fecha       | Hora    |
| ------- | ----------------------- | --------- | ------------------- | ------- | -------- | ----------- | ------- |
|         | Family Sport            | 0 - 0     | Pan con Cola        |         | Furucawa | 15 de junio | 11:00   |
|         | Atlético Patricia Pilar | 0 - 5     | Atlético Fluminense |         | Furucawa | 15 de junio | 13:00   |

| Fecha 3 | Fecha 3                 | Fecha 3   | Fecha 3      | Fecha 3 | Fecha 3  | Fecha 3     | Fecha 3 |
|         | Local                   | Resultado | Visitante    |         | Estadio  | Fecha       | Hora    |
| ------- | ----------------------- | --------- | ------------ | ------- | -------- | ----------- | ------- |
|         | Atlético Fluminense     | 7 - 1     | Pan con Cola |         | Furucawa | 16 de junio | 10:00   |
|         | Atlético Patricia Pilar | 0 - 6     | Family Sport |         | Furucawa | 16 de junio | 12:00   |

### Grupo F

#### Clasificación
|  |    | Equipo     | PJ | PG | PE | PP | GF | GC | DG | PTS |
|  | -- | ---------- | -- | -- | -- | -- | -- | -- | -- | --- |
|  | 1. | ESPOL      | 2  | 2  | 0  | 0  | 7  | 3  | +4 | 6   |
|  | 2. | Dreamers   | 2  | 1  | 0  | 1  | 6  | 4  | +2 | 3   |
|  | 3. | Fuerza Sur | 2  | 0  | 0  | 2  | 2  | 8  | -6 | 0   |

|  | Clasificaron a la segunda etapa. |

#### Evolución de la Clasificación
| Equipo / Fecha | 01 | 02 | 03 |
| -------------- | -- | -- | -- |
| ESPOL          | 1  | 1  | 1  |
| Dreamers       | 3  | 3  | 2  |
| Fuerza Sur     | 2  | 2  | 3  |

#### Resultados
| Fecha 1 | Fecha 1 | Fecha 1   | Fecha 1    | Fecha 1  | Fecha 1                            | Fecha 1     | Fecha 1  |
|         | Local   | Resultado | Visitante  |          | Estadio                            | Fecha       | Hora     |
| ------- | ------- | --------- | ---------- | -------- | ---------------------------------- | ----------- | -------- |
|         | ESPOL   | 4 - 1     | Fuerza Sur |          | Facultad de Ingeniería de la Espol | 14 de junio | 15:00    |
| Libre:  | Libre:  | Dreamers  | Dreamers   | Dreamers | Dreamers                           | Dreamers    | Dreamers |

| Fecha 2 | Fecha 2 | Fecha 2    | Fecha 2    | Fecha 2    | Fecha 2                            | Fecha 2     | Fecha 2    |
|         | Local   | Resultado  | Visitante  |            | Estadio                            | Fecha       | Hora       |
| ------- | ------- | ---------- | ---------- | ---------- | ---------------------------------- | ----------- | ---------- |
|         | ESPOL   | 3 - 2      | Dreamers   |            | Facultad de Ingeniería de la Espol | 14 de junio | 15:00      |
| Libre:  | Libre:  | Fuerza Sur | Fuerza Sur | Fuerza Sur | Fuerza Sur                         | Fuerza Sur  | Fuerza Sur |

| Fecha 3 | Fecha 3  | Fecha 3   | Fecha 3    | Fecha 3 | Fecha 3                            | Fecha 3     | Fecha 3 |
|         | Local    | Resultado | Visitante  |         | Estadio                            | Fecha       | Hora    |
| ------- | -------- | --------- | ---------- | ------- | ---------------------------------- | ----------- | ------- |
|         | Dreamers | 4 - 1     | Fuerza Sur |         | Facultad de Ingeniería de la Espol | 14 de junio | 15:00   |
| Libre:  | Libre:   | ESPOL     | ESPOL      | ESPOL   | ESPOL                              | ESPOL       | ESPOL   |

## Segunda Etapa

### Grupo A

#### Clasificación
|  |    | Equipo         | PJ | PG | PE | PP | GF | GC | DG | PTS |
|  | -- | -------------- | -- | -- | -- | -- | -- | -- | -- | --- |
|  | 1. | Atlético Durán | 3  | 1  | 2  | 0  | 9  | 5  | +4 | 5   |
|  | 2. | Patria         | 3  | 1  | 1  | 1  | 5  | 4  | +1 | 4   |
|  | 3. | Dreamers       | 3  | 1  | 1  | 1  | 5  | 8  | -3 | 4   |
|  | 4. | ESPOL          | 3  | 0  | 2  | 1  | 4  | 6  | -2 | 2   |

|  | Clasificaron a la tercera etapa.                 |
|  | Clasificó a la tercera etapa como mejor tercero. |

#### Evolución de la Clasificación
| Equipo / Fecha | 01 | 02 | 03 |
| -------------- | -- | -- | -- |
| Atlético Durán | 1  | 1  | 1  |
| Patria         | 2  | 2  | 2  |
| Dreamers       | 4  | 4  | 3  |
| ESPOL          | 3  | 3  | 4  |

#### Resultados
| Fecha 1 | Fecha 1        | Fecha 1   | Fecha 1   | Fecha 1 | Fecha 1                            | Fecha 1     | Fecha 1 |
|         | Local          | Resultado | Visitante |         | Estadio                            | Fecha       | Hora    |
| ------- | -------------- | --------- | --------- | ------- | ---------------------------------- | ----------- | ------- |
|         | Atlético Durán | 6 - 2     | Dreamers  |         | Facultad de Tecnología de la Espol | 26 de junio | 16:00   |
|         | ESPOL          | 1 - 3     | Patria    |         | Facultad de Tecnología de la Espol | 26 de junio | 18:00   |

| Fecha 2 | Fecha 2        | Fecha 2   | Fecha 2   | Fecha 2 | Fecha 2                            | Fecha 2     | Fecha 2 |
|         | Local          | Resultado | Visitante |         | Estadio                            | Fecha       | Hora    |
| ------- | -------------- | --------- | --------- | ------- | ---------------------------------- | ----------- | ------- |
|         | Atlético Durán | 2 - 2     | Patria    |         | Facultad de Ingeniería de la Espol | 28 de junio | 13:00   |
|         | ESPOL          | 2 - 2     | Dreamers  |         | Facultad de Ingeniería de la Espol | 28 de junio | 15:00   |

| Fecha 3 | Fecha 3  | Fecha 3   | Fecha 3        | Fecha 3 | Fecha 3                            | Fecha 3     | Fecha 3 |
|         | Local    | Resultado | Visitante      |         | Estadio                            | Fecha       | Hora    |
| ------- | -------- | --------- | -------------- | ------- | ---------------------------------- | ----------- | ------- |
|         | ESPOL    | 1 - 1     | Atlético Durán |         | Facultad de Ingeniería de la Espol | 30 de junio | 09:00   |
|         | Dreamers | 1 - 0     | Patria         |         | Facultad de Ingeniería de la Espol | 30 de junio | 11:00   |

### Grupo B

#### Clasificación
|              |    | Equipo           | PJ | PG | PE | PP | GF | GC | DG  | PTS |
| ------------ | -- | ---------------- | -- | -- | -- | -- | -- | -- | --- | --- |
|              | 1. | Cumbaya Spirit   | 3  | 2  | 1  | 0  | 14 | 3  | +11 | 7   |
| Bandera de ? | 2. | Jc Sport         | 3  | 2  | 1  | 0  | 14 | 3  | +11 | 7   |
|              | 3. | Independiente JL | 3  | 1  | 0  | 2  | 5  | 9  | -3  | 3   |
|              | 4. | Cuenca City      | 3  | 0  | 0  | 3  | 20 | 2  | -18 | 0   |

|  | Clasificaron a la tercera etapa. |

#### Evolución de la Clasificación
| Equipo / Fecha   | 01 | 02 | 03 |
| ---------------- | -- | -- | -- |
| Cumbaya Spirit   | 2  | 1  | 1  |
| Jc Sport         | 1  | 2  | 2  |
| Independiente JL | 3  | 4  | 3  |
| Cuenca City      | 4  | 3  | 4  |

#### Resultados
| Fecha 1      | Fecha 1        | Fecha 1   | Fecha 1          | Fecha 1 | Fecha 1                              | Fecha 1     | Fecha 1 |
|              | Local          | Resultado | Visitante        |         | Estadio                              | Fecha       | Hora    |
| ------------ | -------------- | --------- | ---------------- | ------- | ------------------------------------ | ----------- | ------- |
|              | Cumbaya Spirit | 4 - 0     | Independiente JL |         | Universitario de las Fuerzas Armadas | 28 de junio | 11:00   |
| Bandera de ? | Jc Sport       | 8 - 0     | Cuenca City      |         | Universitario de las Fuerzas Armadas | 28 de junio | 13:00   |

| Fecha 2      | Fecha 2        | Fecha 2   | Fecha 2          | Fecha 2 | Fecha 2                              | Fecha 2     | Fecha 2 |
|              | Local          | Resultado | Visitante        |         | Estadio                              | Fecha       | Hora    |
| ------------ | -------------- | --------- | ---------------- | ------- | ------------------------------------ | ----------- | ------- |
|              | Cumbaya Spirit | 8 - 1     | Cuenca City      |         | Universitario de las Fuerzas Armadas | 29 de junio | 09:00   |
| Bandera de ? | Jc Sport       | 4 - 1     | Independiente JL |         | Universitario de las Fuerzas Armadas | 29 de junio | 11:00   |

| Fecha 3 | Fecha 3          | Fecha 3   | Fecha 3     | Fecha 3      | Fecha 3                              | Fecha 3     | Fecha 3 |
|         | Local            | Resultado | Visitante   |              | Estadio                              | Fecha       | Hora    |
| ------- | ---------------- | --------- | ----------- | ------------ | ------------------------------------ | ----------- | ------- |
|         | Independiente JL | 4 - 1     | Cuenca City |              | Universitario de las Fuerzas Armadas | 30 de junio | 09:00   |
|         | Cumbaya Spirit   | 2 - 2     | Jc Sport    | Bandera de ? | Universitario de las Fuerzas Armadas | 30 de junio | 11:00   |

### Grupo C

#### Clasificación
|  |    | Equipo              | PJ | PG | PE | PP | GF | GC | DG | PTS |
|  | -- | ------------------- | -- | -- | -- | -- | -- | -- | -- | --- |
|  | 1. | Grecia              | 3  | 2  | 0  | 1  | 5  | 2  | +3 | 6   |
|  | 2. | Antonio Valencia    | 3  | 1  | 1  | 1  | 6  | 5  | +1 | 4   |
|  | 3. | Atlético Fluminense | 3  | 1  | 1  | 1  | 3  | 4  | -1 | 4   |
|  | 4. | Family Sport        | 3  | 1  | 0  | 2  | 3  | 5  | -2 | 3   |

|  | Clasificaron a la tercera etapa.                 |
|  | Clasificó a la tercera etapa como mejor tercero. |

#### Evolución de la Clasificación
| Equipo / Fecha      | 01 | 02 | 03 |
| ------------------- | -- | -- | -- |
| Grecia              | 4  | 2  | 1  |
| Antonio Valencia    | 2  | 1  | 2  |
| Atlético Fluminense | 3  | 4  | 3  |
| Family Sport        | 1  | 3  | 4  |

#### Resultados
| Fecha 1 | Fecha 1          | Fecha 1   | Fecha 1             | Fecha 1 | Fecha 1        | Fecha 1     | Fecha 1 |
|         | Local            | Resultado | Visitante           |         | Estadio        | Fecha       | Hora    |
| ------- | ---------------- | --------- | ------------------- | ------- | -------------- | ----------- | ------- |
|         | Antonio Valencia | 2 - 2     | Atlético Fluminense |         | Homero Andrade | 28 de junio | 14:00   |
|         | Grecia           | 0 - 2     | Family Sport        |         | Homero Andrade | 28 de junio | 16:00   |

| Fecha 2 | Fecha 2      | Fecha 2   | Fecha 2             | Fecha 2 | Fecha 2        | Fecha 2     | Fecha 2 |
|         | Local        | Resultado | Visitante           |         | Estadio        | Fecha       | Hora    |
| ------- | ------------ | --------- | ------------------- | ------- | -------------- | ----------- | ------- |
|         | Family Sport | 1 - 4     | Antonio Valencia    |         | Homero Andrade | 29 de junio | 08:00   |
|         | Grecia       | 2 - 0     | Atlético Fluminense |         | Homero Andrade | 29 de junio | 10:00   |

| Fecha 3 | Fecha 3      | Fecha 3   | Fecha 3             | Fecha 3 | Fecha 3        | Fecha 3     | Fecha 3 |
|         | Local        | Resultado | Visitante           |         | Estadio        | Fecha       | Hora    |
| ------- | ------------ | --------- | ------------------- | ------- | -------------- | ----------- | ------- |
|         | Family Sport | 0 - 1     | Atlético Fluminense |         | Homero Andrade | 30 de junio | 09:00   |
|         | Grecia       | 3 - 0     | Antonio Valencia    |         | Homero Andrade | 30 de junio | 11:00   |

## Tercera etapa

### Grupo A

#### Clasificación
|  |    | Equipo              | PJ | PG | PE | PP | GF | GC | DG  | PTS |
|  | -- | ------------------- | -- | -- | -- | -- | -- | -- | --- | --- |
|  | 1. | Atlético Fluminense | 3  | 2  | 1  | 0  | 8  | 2  | +6  | 7   |
|  | 2. | Patria              | 3  | 2  | 0  | 1  | 13 | 3  | +10 | 6   |
|  | 3. | Atlético Durán      | 3  | 1  | 1  | 1  | 5  | 1  | +4  | 4   |
|  | 4. | Dreamers            | 3  | 0  | 0  | 3  | 0  | 20 | -20 | 0   |

|  | Clasificaron a la Cuarta etapa y Ascienden a la Serie B 2020. |
|  | Asciende a la Serie B 2020                                    |

#### Evolución de la Clasificación
| Equipo / Fecha      | 01 | 02 | 03 |
| ------------------- | -- | -- | -- |
| Atlético Fluminense | 1  | 1  | 1  |
| Patria              | 2  | 3  | 2  |
| Atlético Durán      | 3  | 2  | 3  |
| Dreamers            | 4  | 4  | 4  |

#### Resultados
| Fecha 1 | Fecha 1             | Fecha 1   | Fecha 1   | Fecha 1 | Fecha 1           | Fecha 1     | Fecha 1 |
|         | Local               | Resultado | Visitante |         | Estadio           | Fecha       | Hora    |
| ------- | ------------------- | --------- | --------- | ------- | ----------------- | ----------- | ------- |
|         | Atlético Fluminense | 5 - 0     | Dreamers  |         | Arena Samborondón | 12 de julio | 13:00   |
|         | Atlético Durán      | 0 - 1     | Patria    |         | Arena Samborondón | 12 de julio | 15:00   |

| Fecha 2 | Fecha 2             | Fecha 2   | Fecha 2   | Fecha 2 | Fecha 2           | Fecha 2     | Fecha 2 |
|         | Local               | Resultado | Visitante |         | Estadio           | Fecha       | Hora    |
| ------- | ------------------- | --------- | --------- | ------- | ----------------- | ----------- | ------- |
|         | Atlético Fluminense | 3 - 2     | Patria    |         | Arena Samborondón | 13 de julio | 09:00   |
|         | Atlético Durán      | 5 - 0     | Dreamers  |         | Arena Samborondón | 13 de julio | 11:00   |

| Fecha 3 | Fecha 3        | Fecha 3   | Fecha 3             | Fecha 3 | Fecha 3           | Fecha 3     | Fecha 3 |
|         | Local          | Resultado | Visitante           |         | Estadio           | Fecha       | Hora    |
| ------- | -------------- | --------- | ------------------- | ------- | ----------------- | ----------- | ------- |
|         | Patria         | 10 - 0    | Dreamers            |         | Arena Samborondón | 14 de julio | 10:00   |
|         | Atlético Durán | 0 - 0     | Atlético Fluminense |         | Arena Samborondón | 14 de julio | 12:00   |

### Grupo B

#### Clasificación
|              |    | Equipo           | PJ | PG | PE | PP | GF | GC | DG | PTS |
| ------------ | -- | ---------------- | -- | -- | -- | -- | -- | -- | -- | --- |
|              | 1. | Grecia           | 3  | 1  | 1  | 1  | 9  | 6  | +3 | 4   |
|              | 2. | Antonio Valencia | 3  | 1  | 1  | 1  | 7  | 7  | +0 | 4   |
|              | 3. | Cumbaya Spirit   | 3  | 1  | 1  | 1  | 4  | 5  | -1 | 4   |
| Bandera de ? | 4. | Jc Sport         | 3  | 1  | 1  | 1  | 2  | 3  | -1 | 4   |

|  | Clasificaron a la Cuarta etapa y Ascienden a la Serie B 2020. |
|  | Asciende a la Serie B 2020                                    |

#### Evolución de la Clasificación
| Equipo / Fecha   | 01 | 02 | 03 |
| ---------------- | -- | -- | -- |
| Grecia           | 3  | 1  | 1  |
| Antonio Valencia | 1  | 3  | 2  |
| Cumbaya Spirit   | 2  | 4  | 3  |
| Jc Sport         | 4  | 2  | 4  |

#### Resultados
| Fecha 1 | Fecha 1          | Fecha 1   | Fecha 1        | Fecha 1      | Fecha 1               | Fecha 1     | Fecha 1 |
|         | Local            | Resultado | Visitante      |              | Estadio               | Fecha       | Hora    |
| ------- | ---------------- | --------- | -------------- | ------------ | --------------------- | ----------- | ------- |
|         | Grecia           | 1 - 1     | Jc Sport       | Bandera de ? | Isauro Cevallos Muñoz | 11 de julio |         |
|         | Antonio Valencia | 2 - 2     | Cumbaya Spirit |              | Isauro Cevallos Muñoz | 11 de julio |         |

| Fecha 2 | Fecha 2          | Fecha 2   | Fecha 2        | Fecha 2      | Fecha 2               | Fecha 2     | Fecha 2 |
|         | Local            | Resultado | Visitante      |              | Estadio               | Fecha       | Hora    |
| ------- | ---------------- | --------- | -------------- | ------------ | --------------------- | ----------- | ------- |
|         | Grecia           | 5 - 0     | Cumbaya Spirit |              | Isauro Cevallos Muñoz | 12 de julio |         |
|         | Antonio Valencia | 0 - 1     | Jc Sport       | Bandera de ? | Isauro Cevallos Muñoz | 12 de julio |         |

| Fecha 3 | Fecha 3          | Fecha 3   | Fecha 3   | Fecha 3      | Fecha 3               | Fecha 3     | Fecha 3 |
|         | Local            | Resultado | Visitante |              | Estadio               | Fecha       | Hora    |
| ------- | ---------------- | --------- | --------- | ------------ | --------------------- | ----------- | ------- |
|         | Antonio Valencia | 5 - 4     | Grecia    |              | Isauro Cevallos Muñoz | 13 de julio |         |
|         | Cumbaya Spirit   | 2 - 0     | Jc Sport  | Bandera de ? | Isauro Cevallos Muñoz | 13 de julio |         |

## Cuarta Etapa

### Clasificación
|  |    | Equipo              | PJ | PG | PE | PP | GF | GC | DG | PTS |
|  | -- | ------------------- | -- | -- | -- | -- | -- | -- | -- | --- |
|  | 1. | Grecia              | 3  | 2  | 0  | 1  | 10 | 5  | +5 | 6   |
|  | 2. | Patria              | 3  | 2  | 0  | 1  | 6  | 4  | +2 | 6   |
|  | 3. | Atlético Fluminense | 3  | 1  | 0  | 2  | 6  | 8  | -2 | 3   |
|  | 4. | Antonio Valencia    | 3  | 1  | 0  | 2  | 5  | 10 | -5 | 3   |

|  | Campeón del Torneo |

### Evolución de la Clasificación
| Equipo / Fecha      | 01 | 02 | 03 |
| ------------------- | -- | -- | -- |
| Grecia              | 1  | 2  | 1  |
| Patria              | 3  | 4  | 2  |
| Atlético Fluminense | 4  | 1  | 3  |
| Antonio Valencia    | 2  | 3  | 4  |

### Resultados
| Fecha 1 | Fecha 1             | Fecha 1   | Fecha 1   | Fecha 1 | Fecha 1               | Fecha 1     | Fecha 1 |
|         | Local               | Resultado | Visitante |         | Estadio               | Fecha       | Hora    |
| ------- | ------------------- | --------- | --------- | ------- | --------------------- | ----------- | ------- |
|         | Atlético Fluminense | 2 - 4     | Grecia    |         | Isauro Cevallos Muñoz | 26 de julio | 14:00   |
|         | Antonio Valencia    | 3 - 1     | Patria    |         | Isauro Cevallos Muñoz | 26 de julio | 16:00   |

| Fecha 2 | Fecha 2          | Fecha 2   | Fecha 2             | Fecha 2 | Fecha 2               | Fecha 2     | Fecha 2 |
|         | Local            | Resultado | Visitante           |         | Estadio               | Fecha       | Hora    |
| ------- | ---------------- | --------- | ------------------- | ------- | --------------------- | ----------- | ------- |
|         | Patria           | 2 - 0     | Grecia              |         | Isauro Cevallos Muñoz | 27 de julio | 13:00   |
|         | Antonio Valencia | 1 - 3     | Atlético Fluminense |         | Isauro Cevallos Muñoz | 27 de julio | 15:00   |

| Fecha 3 | Fecha 3             | Fecha 3   | Fecha 3   | Fecha 3 | Fecha 3               | Fecha 3     | Fecha 3 |
|         | Local               | Resultado | Visitante |         | Estadio               | Fecha       | Hora    |
| ------- | ------------------- | --------- | --------- | ------- | --------------------- | ----------- | ------- |
|         | Atlético Fluminense | 1 - 3     | Patria    |         | Isauro Cevallos Muñoz | 11 de julio | 09:00   |
|         | Antonio Valencia    | 1 - 6     | Grecia    |         | Isauro Cevallos Muñoz | 11 de julio | 11:00   |

|                           |
| Grecia Campeón 1.° Título |